# Szil
Szil je vas na Madžarskem, ki upravno spada pod podregijo Csornai Županije Győr-Moson-Sopron.